# Segue 2 (矮星系)
Segue 2是史隆數位巡天在2009年於白羊座發現的一個矮橢球星系 。這個星系距離太陽大約35,000秒差距（35,000秒差距（110,000光年）），並且相對於太陽以40km/s的速度運動。它被歸類為矮橢球星系（dSph），意味著它大致為圓形與半光半徑約34秒差距。
Segue 2是銀河系最小和最黯淡的衛星星系之一—它的集成發光度大約是太陽的800倍（絕對視星等大約是-2.5），這遠低於大多數球狀星團的發光度。然而，這個星系的質量 －約550,000太陽質量－ 相當大，對應的質光比約為650。
Segue 2的恆星族群主要是超過120億年以前形成的老年恆星。這些恆星的金屬量都非常低，約是[Fe/H] < −2，這意味著太陽所含的重元素至少是其100倍。Segue 2中的恆星可能是在宇宙中形成的第一批恆星，目前在Segue 2沒有新的恆星生成。
Segue 2靠近人馬座星流的邊緣，與它有著相同的距離。它可能是人馬座矮橢球星系的一個衛星星系，或是它的星團。
2013年6月的天文物理期刊發表的論文說Segue 2和暗物質的範圍在一起。
這個星系內應該有大約1,000顆的恆星。

## 註解
1. ↑  只有Segue 1和威爾曼1 比它黯淡[3]